# 永田俊紘
永田 俊紘（ながた としひろ、1984年 - ）は日本の通訳者、プロ野球球団職員。東京都出身。

## 人物
3歳の時、父親の実家がある鳥取県倉吉市に転居。鳥取県立倉吉西高等学校に入学し、野球部に入部。高校2年の夏にはアメリカ合衆国ワシントン州に1週間ホームステイに行っている。
高校卒業後、ワシントン州タコマにあるピアーズカレッジに入学。在学時にビジネス学士号取得。帰国後、上智大学国際教養学部3年に編入。
大学卒業後は、横浜ベイスターズに通訳兼国際渉外として入社。2009年から阪神タイガースで通訳、国際スカウト、戦略分析担当を務め、2019年から東京ヤクルトスワローズのアナリストに就任。